# 卵形彭納石首魚
卵形彭納石首魚為輻鰭魚綱鱸形目鱸亞目石首魚科的其中一種，分布東印度洋區，從孟加拉灣至緬甸海域，體長可達60公尺，棲息在沿海海域。